# Bandar Lor
Bandar Lor is een bestuurslaag in het regentschap Kediri van de provincie Oost-Java, Indonesië. Bandar Lor telt 12.974 inwoners (volkstelling 2010).